# Casa museo Giovanni Verga

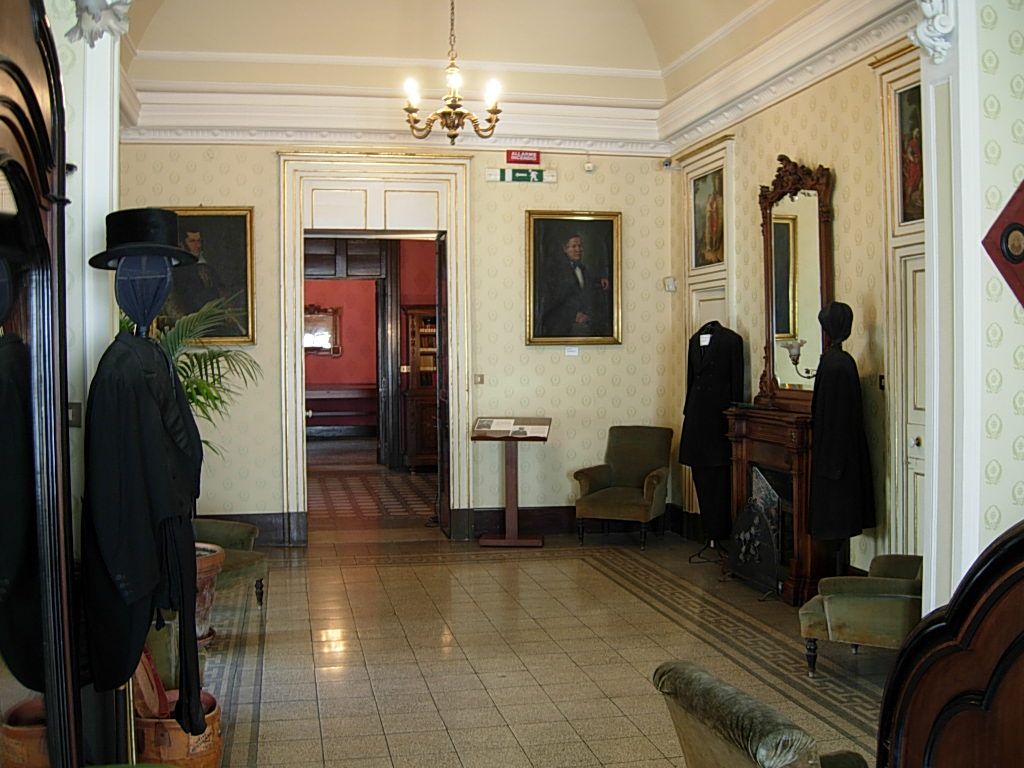
Interno del museo

La casa museo Giovanni Verga a Catania è stata la casa natale del celebre scrittore italiano, il maggiore esponente della corrente letteraria del verismo e uno dei grandi protagonisti della letteratura italiana
L'11 gennaio del 1940 è stato dichiarato monumento nazionale.
L'appartamento adibito a museo tipologico si trova al secondo piano di un palazzo nel centro storico catanese, in cui Verga trascorse la sua infanzia e in seguito visse per molti anni con la sua famiglia. Morto il suo ultimo erede, Giovannino Verga Patriarca, l'edificio fu venduto alla regione il 23 febbraio del 1980, che lo restaurò e lo trasformò in un museo letterario.
Gli interni sono ancora quelli originari. La completa biblioteca dello scrittore, situata nella stanza che fu lo studio privato, è composta da circa 2600 volumi posizionati su sei librerie in legno di noce. Nelle vetrine sono anche distribuite copie di manoscritti di Verga, gli autentici sono conservati presso la biblioteca dell'Università di Catania.